# Cuttack
Cuttack è una suddivisione dell'India, classificata come municipal corporation, di 535 139 abitanti, capoluogo del distretto di Cuttack, nello stato federato dell'Orissa. In base al numero di abitanti la città rientra nella classe I (da 100 000 persone in su).
Cuttack è una città nello Stato di Orissa in India.
Situato in prossimità del fiume Mahanadi.
Un tempo era la capitale dello Stato.
È stata la capitale del regno Kilinga in epoca storica.

## Geografia fisica
La città è situata a 20° 30' 0 N e 85° 49' 60 E e ha un'altitudine di 36 m s.l.m.

## Società

### Evoluzione demografica
Al censimento del 2001 la popolazione di Cuttack assommava a 535 139 persone, delle quali 286 192 maschi e 248 947 femmine. I bambini di età inferiore o uguale ai sei anni assommavano a 52 513, dei quali 26 844 maschi e 25 669 femmine. Infine, coloro che erano in grado di saper almeno leggere e scrivere erano 401 368, dei quali 229 563 maschi e 171 805 femmine.